# Provincia di Qazvin
La provincia di Qazvin (in persiano: استان قزوین) è una delle trentuno province dell'Iran.

## Geografia antropica

### Suddivisioni amministrative
La regione è divisa in 5 shahrestān:
- Shahrestān di Abyek
- Shahrestān di Boyinzahra
- Shahrestān di Elburz
- Shahrestān di Qazvin
- Shahrestān di Takestan